# Fojbammon z Tebaidy
Fojbammon z Tebaidy (także Phoebammon lub Phoibammon; imię koptyjskie: Abi Fam lub Bifam) – imię dwóch niepowiązanych ze sobą koptyjskich świętych męczenników wywodzących się z Tebaidy, regionu w Górnym Egipcie. Dane na temat obu są wyłącznie fragmentaryczne i już w najwcześniejszych wzmiankach obaj są często myleni ze sobą nawzajem. Kult świętego Fojbammona (lub też obu z nich) był dość szeroko rozpowszechniony w Górnym Egipcie w czasach bizantyńskich. W Oksyrynchos działał przynajmniej jeden kościół poświęcony jednemu z nich, a klasztor Abu Phoebammon jest ważnym stanowiskiem archeologicznym.
Pierwszy z nich, przez niektóre współczesne źródła określany jako Fojbammon z Preht, był żołnierzem, który za czasów prefektury Clodiusa Culcianusa (pierwsze lata IV wieku) został zabity w Assiut. Historia jego śmierci znana jest z papirusu Pierpont Morgan 582 oraz rozmaitych tekstów fragmentarycznych.
Drugim z nich był tzw. Fojbammon z Ausim (Letopolis), człowiek pochodzący z możnego rodu, który został zabity za czasów biskupa Arriana (po 363 roku n.e.) lub cesarza Maksencjusza (przed 312). Zgodnie z tradycją jego dziad miał być gubernatorem Antiochii. Na temat jego męczeńskiej śmierci zachowało się jedynie podsumowanie jego wpisu w Synaksariuszu skompilowanym przez jego przyjaciela, biskupa Teodora. W kościele koptyjskim wspomnienie świętego przypada na 1 dzień miesiąca Paoni (26 maja w kalendarzu juliańskim i 8 czerwca w gregoriańskim).
W British Library znajduje się bogata kolekcja papirusów z VI, VII, VIII i IX wieku naszej ery dotyczących obu świętych i poświęconego im klasztoru, założonego jako erem prawdopodobnie w IV wieku ok. 8 kilometrów od Doliny Królowych i ponownie odnalezionego przez archeologów w 1948.